# Lista över Pfalzgrevskapet vid Rhens regenter
Det här är en ofullständig lista över regerande pfalzgrevar och kurfurstar för den historiska staten Pfalzgrevskapet vid Rhen, senare Kurpfalz.

## Huset Hohenstaufen
- Konrad av Pfalz (1156–95)

## Huset Welf
- Henrik V av Pfalz (1195-1213)
- Henrik VI av Pfalz (1213-14)

## Huset Wittelsbach (pfalzgrevar till 1356; därefter också kurfurstar)
- Ludvig I av Bayern (hertig) (1214–1231)
- Otto II av Pfalz (1231–1253)
- Ludvig II av Pfalz (1253–1294)
- Rudolf I av Pfalz (1294–1317)
- Ludvig IV (tysk-romersk kejsare) (1294–1329)
- Rudolf II av Pfalz (1329–1353)
- Ruprecht I av Pfalz (1353–1390)
- Ruprecht II av Pfalz (1390–1398)
- Ruprecht III av Pfalz (1398–1410)
- Ludvig III av Pfalz (1410–1436)
- Ludvig IV av Pfalz (1436–1449)
- Fredrik den segerrike av Pfalz (1451–1476)
- Filip den uppriktige av Pfalz (1476–1508)
- Ludvig V av Pfalz (1508–1544)
- Fredrik II av Pfalz (1544–1556)
- Otto Henrik av Pfalz (1556–1559)
- Fredrik III av Pfalz (1559-1576)
- Ludvig VI av Pfalz (1576 – 1583)
- Fredrik IV av Pfalz (1583-1610)
- Fredrik V av Pfalz (1610–1623)
- Karl I Ludvig av Pfalz (1648-1680)
- Karl II av Pfalz (1680-1685)
- Filip Vilhelm av Pfalz (1685–1690)
- Johan Vilhelm av Pfalz (1690–1716)
- Karl III Filip av Pfalz (1716–1742)
- Karl Theodor, kurfurste av Bayern (1742–99)
- Maximilian I Josef av Bayern (1799-1803)